# Scuola Media. Gli anni peggiori della mia vita
Scuola Media. Gli anni peggiori della mia vita (Middle School, the Worst Years of my life) è un romanzo per ragazzi scritto da James Patterson e Chris Tebbett. È stato pubblicato negli Stati Uniti nel 2011 e in Italia nel 2013. Il libro ha avuto come seguito Scuola Media. Fatemi uscire di qui!.

## Trama
Raphael "Rafe" Katchadorian è un dodicenne che vive nell'immaginaria città di Hills Village, con la madre, la sorella Georgia e il fidanzato di sua madre Carl, detto Orso. Durante il suo primo giorno di scuola media decide di compiere un'impresa: essere il primo studente a infrangere tutte le regole della scuola.

## Sequel
Scuola Media. Fatemi uscire di qui! è uscito nel 2012 negli Stati Uniti nel 2012 e in Italia nel 2013.

## Adattamenti cinematografici
Nel 2016 è stato realizzato l'adattamento cinematografico Scuola media: gli anni peggiori della mia vita (Middle School: The Worst Years of My Life), diretto da Steve Carr ed interpretato da Griffin Gluck.